# 1271
1271 (MCCLXXI) fue un año común comenzado en jueves del calendario juliano.

## Acontecimientos
- 8 de abril:[1] en Siria, el sultán Baibars conquista el castillo de la Orden de Malta, hoy conocido como Crac de los Caballeros.
- 9 de mayo:[2] Eduardo I de Inglaterra llega a Acre (Israel), iniciando la Novena Cruzada.
- 2 de julio:[3] Otakar II de Bohemia y Esteban V de Hungría firman un tratado de paz Bratislava.
- 1 de septiembre:[2] Gregorio X es elegido como el sucesor del papa Clemente IV tras 3 años de interregno. Será coronado el 27 de marzo del año siguiente.
- 15 de agosto:[4] Felipe III es coronado rey de Francia en Reims.
- 18 de diciembre:[5][6] Proclamación de la Dinastía Yuan en China. Kublai Kan, nieto de Gengis Kan, asume el Mandato del Cielo mediante el Edicto de Jianguo. Su dinastía gobernará hasta 1368.
- Marco Polo, acompañado de su padre y tío, parte de Venecia e inicia su viaje hacia la China.
- El inmenso condado de Tolosa es incorporado a Francia; siendo este un paso esencial hacia la unidad del país.
- Termina la construcción del Castillo de Caerphilly, el más grande de Gales (Reino Unido).
- Inicia la construcción de la Torre de Kamianiec en el actual Bielorrusia.

## Nacimientos
- 17 de abril: Juana I de Navarra, reina de Navarra y condesa de Champaña y de Brie.
- 5 de noviembre: Ghazan, gobernante mongol de Persia.
- 8 de septiembre: Carlos I de Anjou, rey titular de Hungría.
- 17 de septiembre: Wenceslao II de Bohemia, rey de Bohemia.
- Isabel de Portugal: reina de Portugal y santa católica.

## Fallecimientos
- 28 de enero: Isabel de Aragón, reina consorte de Francia.
- Yaroslav de Tver, primer príncipe de Tver y el décimo Gran príncipe de Vladímir.